# Kenjon Barner
Kenjon Barner (ur. 28 kwietnia 1989 w Lynwood w stanie Kalifornia) – amerykański zawodnik futbolu amerykańskiego, grający na pozycji running back. W rozgrywkach akademickich NCAA występował w drużynie Oregon.
W roku 2013 przystąpił do draftu NFL. Został wybrany w szóstej rundzie (182. wybór) przez zespół Carolina Panthers. W drużynie ze stanu Karolina Północna występuje do tej pory.